# Abbaye de la Bénisson-Dieu
Ne pas confondre cette abbaye avec celle de la Bénisson-Dieu de Boulogne-sur-Gesse, située en Haute-Garonne.
L'abbaye de La Bénisson-Dieu est un monastère cistercien situé dans la commune française de La Bénisson-Dieu, dans le département de la Loire et la région Auvergne-Rhône-Alpes. Elle est classée monuments historiques depuis 1840.

## Historique
Le chanoine Jean-Marie de La Mure, dans son Histoire du Forez (1674), rapporte les premiers éléments historiques.
L'histoire de La Bénisson-Dieu prend source lors de la fondation de l'abbaye le 29 septembre 1138 par Albéric, disciple de Bernard de Clairvaux. Le site présente alors les caractéristiques classiques pour la fondation d'une abbaye cistercienne. Une abbaye est érigée avec son église abbatiale.
Vers 1500, l'abbaye est gérée sous forme de commende et Pierre de La Fin lui adjoint un clocher fortifié ainsi qu'une flèche surplombant le chœur.
Le 3 juillet 1612, l'abbaye d'hommes, ruinée par les guerres, devient une abbaye de femmes avec à sa tête Françoise de Nérestang, fille de Philibert de Nérestang, ancien ligueur, rallié antérieurement au roi Henri IV, assassiné en 1610. L'abbaye en ruine est alors restaurée, remaniée et dotée d'une chapelle baroque achevée en 1651. La communauté masculine s'établit à l'abbaye d'origine des sœurs cisterciennes, celle de Mègemont.
Sous la Révolution, l'abbaye ruinée est évacuée. Ses bâtiments sont vendus et les bâtiments conventuels sont démantelés pour servir de carrière de pierres. Quelques années plus tard, l'église est rachetée par les habitants et devient l'église paroissiale.
L'abbé Dard a écrit une histoire très complète de l'abbaye, publiée en 1880 et rééditée depuis.

## Description
Guillaume Revel, dans son Armorial d'Auvergne, Forez et Bourbonnais, a représenté l'abbaye fortifiée. Sur le dessin, on peut voir la porte d'accès à l'abbaye protégée par un ensemble de fossés et de palissades. Ces éléments défensifs avaient pour but de compliquer la progression d'éventuels assaillants.

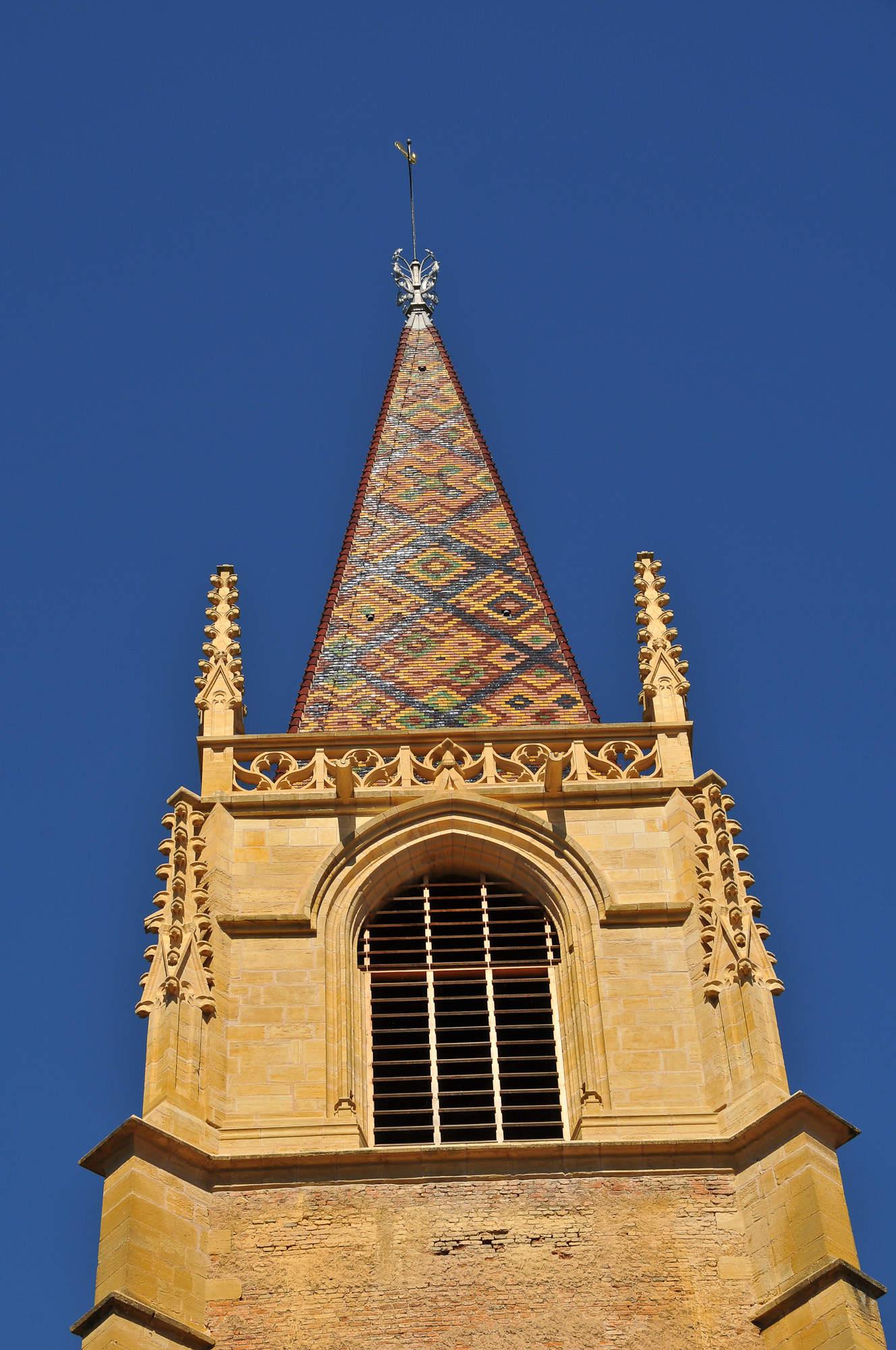
Clocher de l'église de l'abbaye de La Bénisson-Dieu.
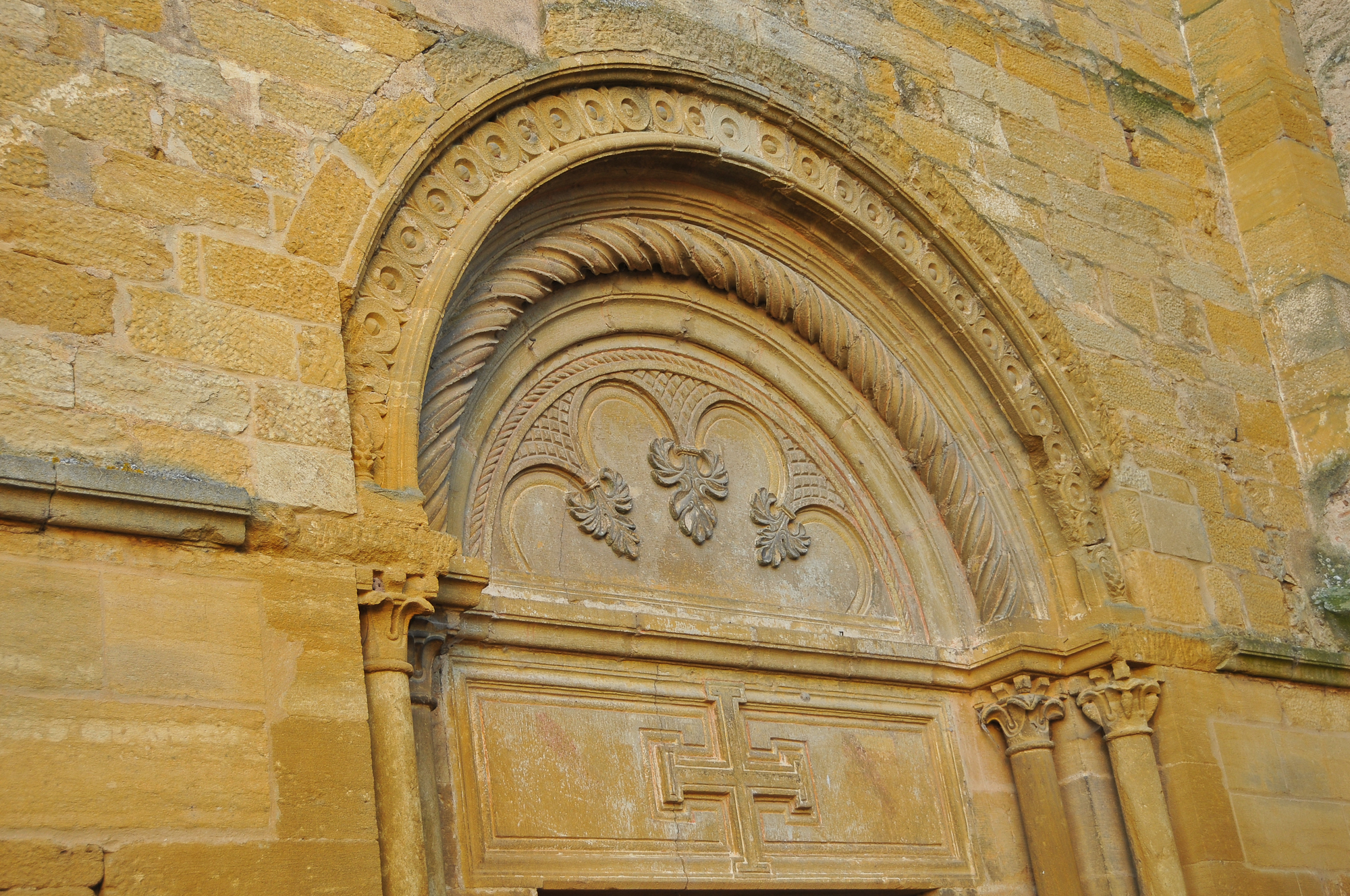
Détail du porche de l'église de l'abbaye de La Bénisson-Dieu.
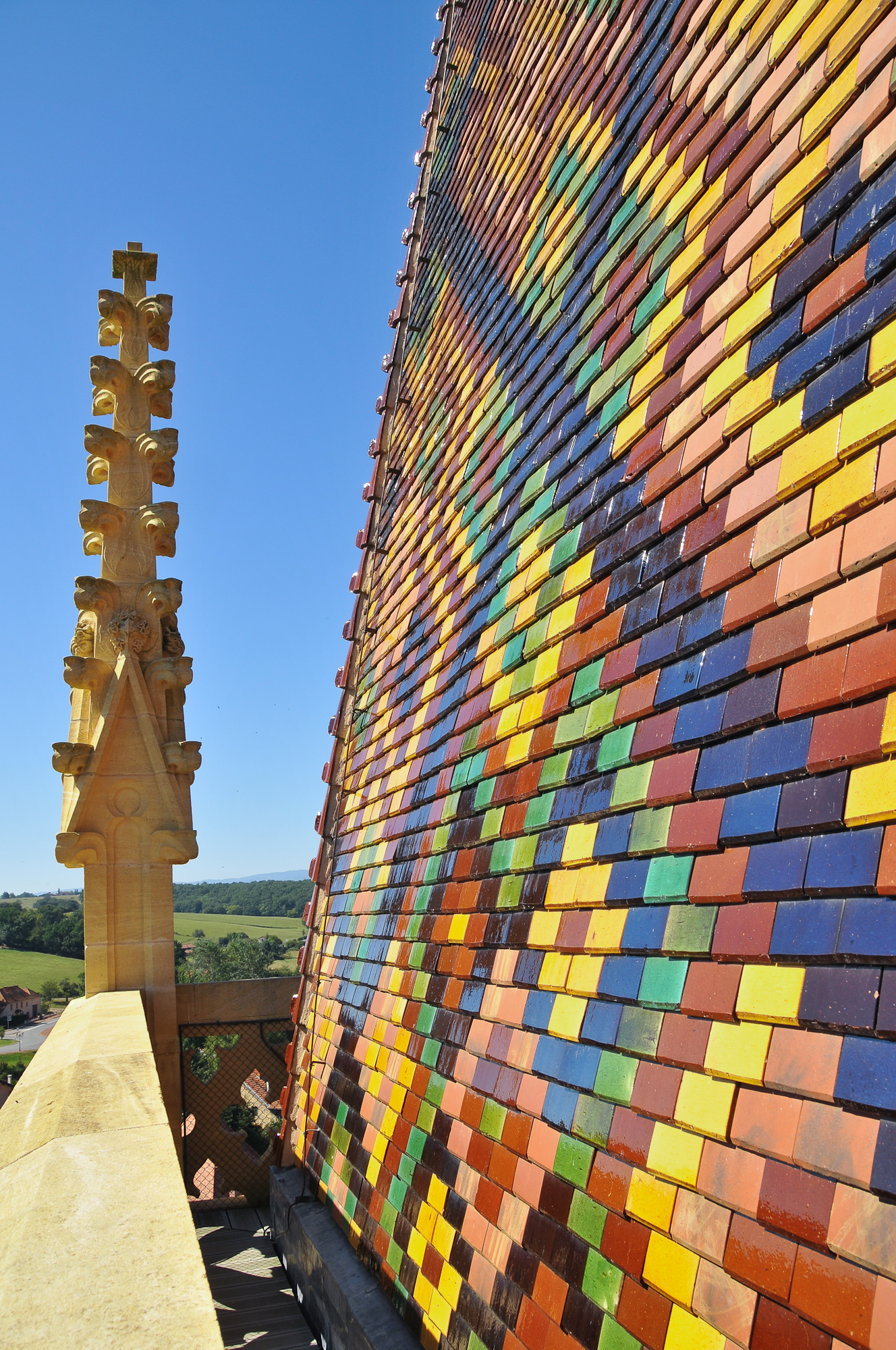
Détail des tuiles vernissées vues depuis le clocher.
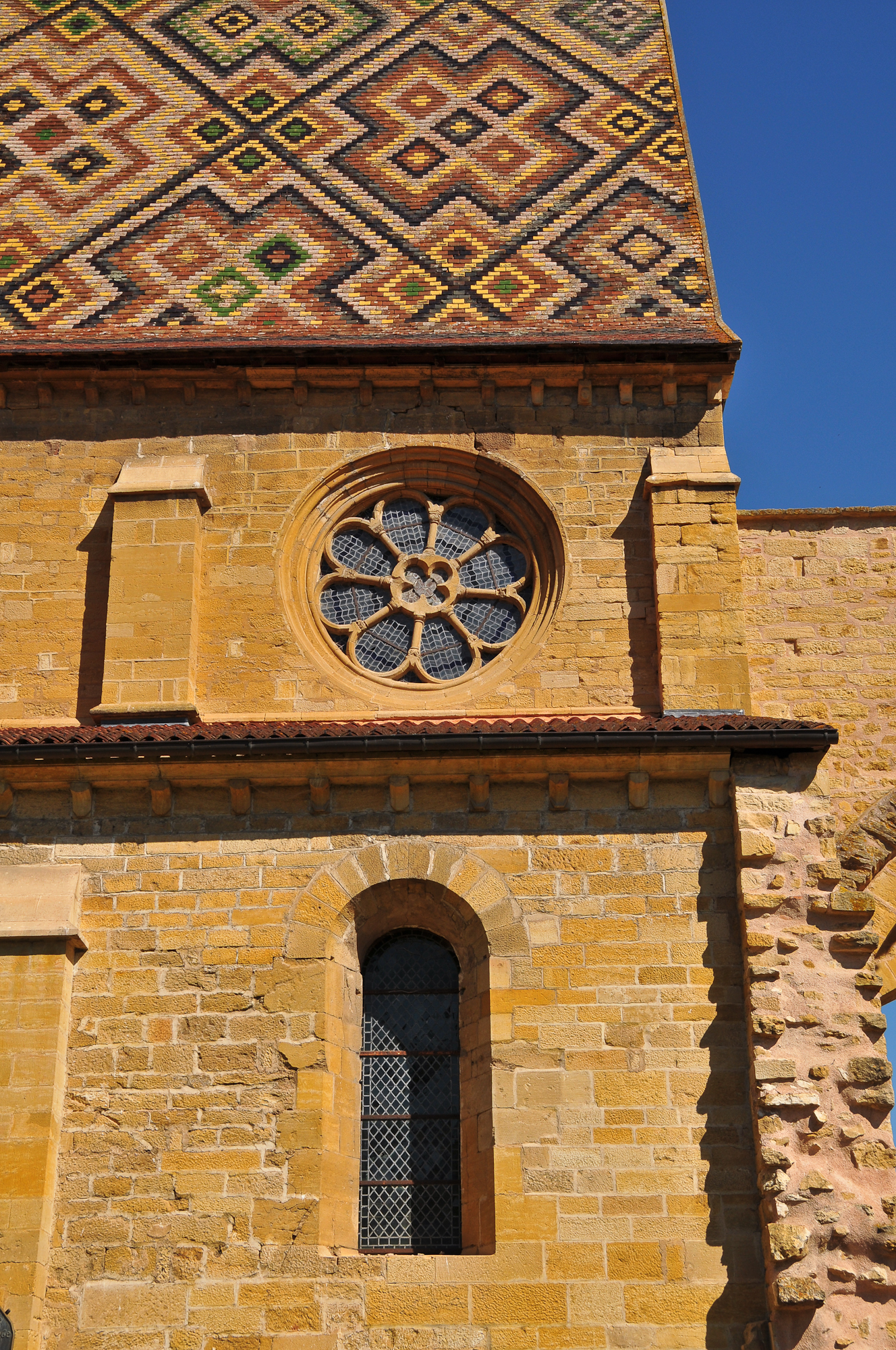
Rosace destinée à éclairer l'entrée des moines pour la prière du matin.
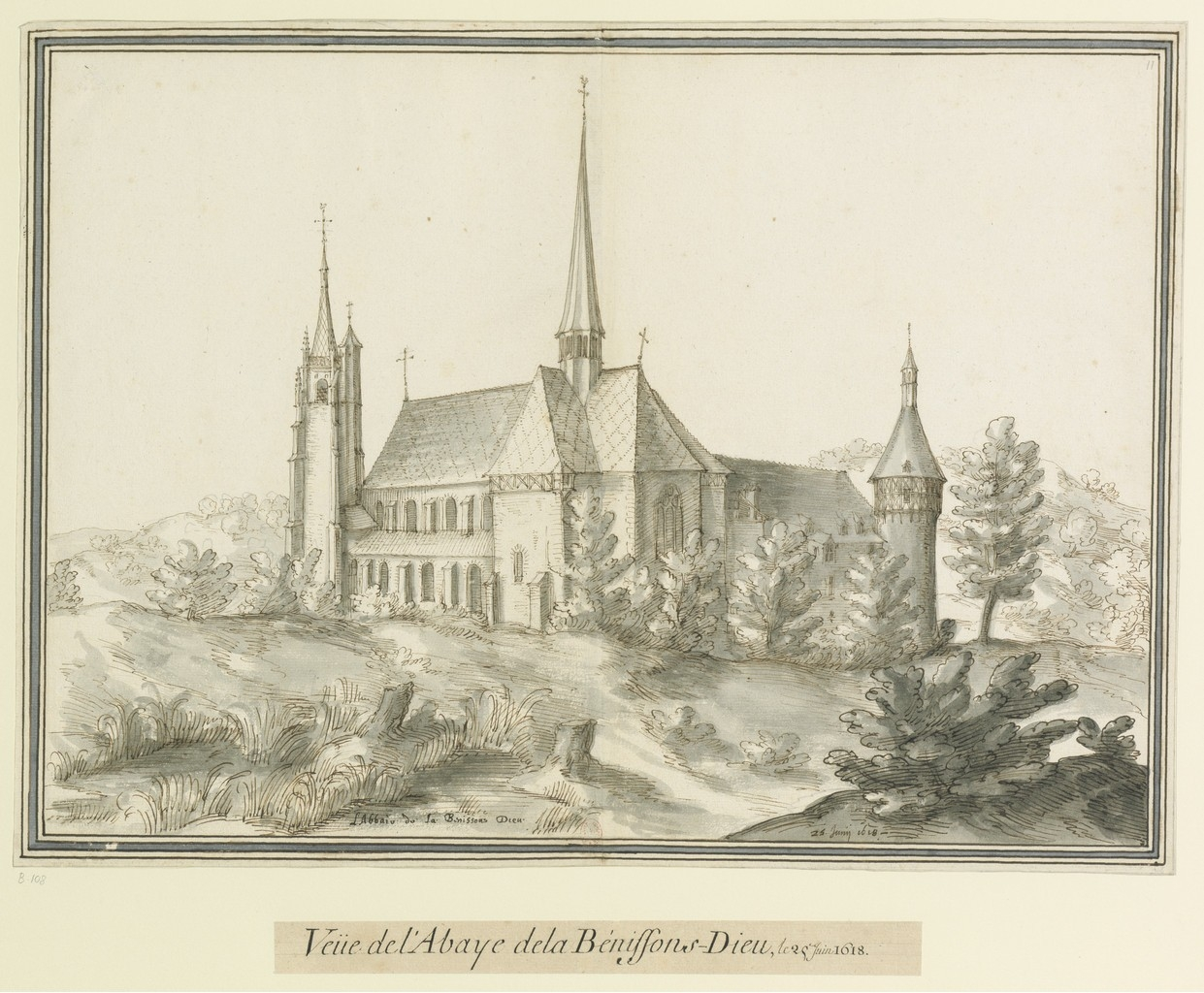
Dessin du 25 juin 1618.
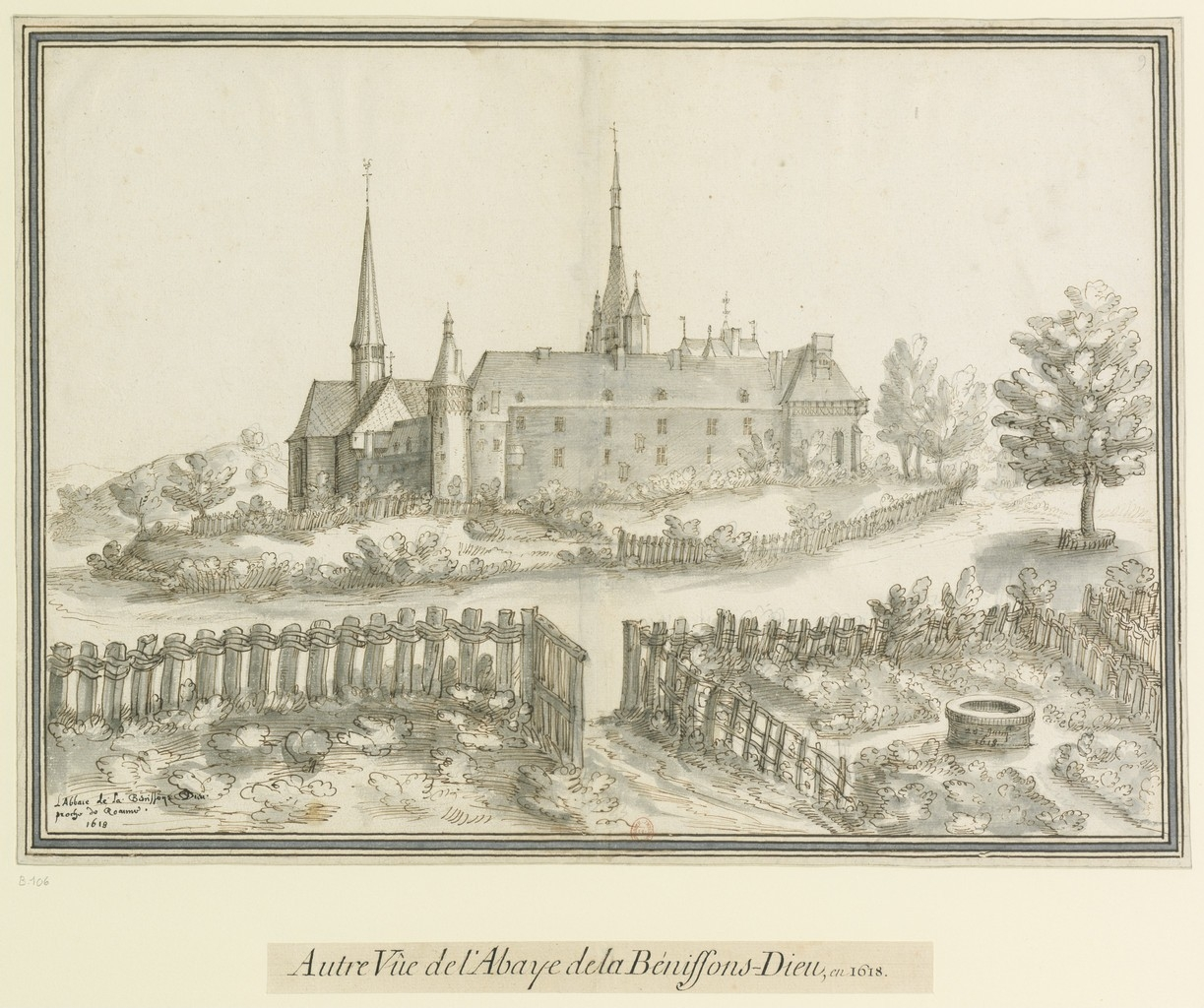
Vue du 25 juin 1618.
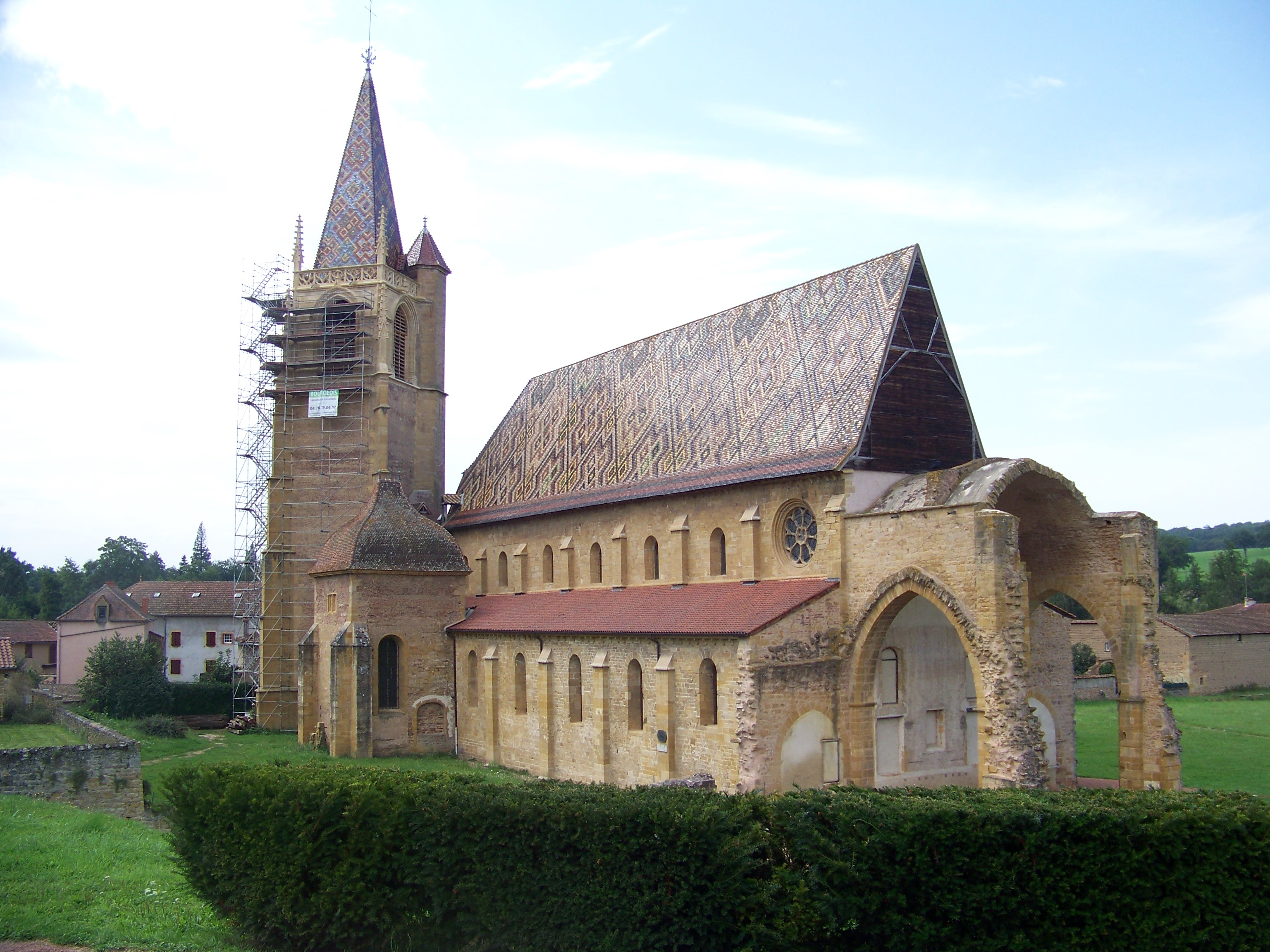
Abbaye cistercienne de La Benisson-Dieu.

## Filiation et dépendances
La Bénisson-Dieu est fille de l'abbaye de Clairvaux.

## Liste des abbés et abbesses

### Abbés
- 1138-1165 : Albéric
- 1165-1190 : Odon
- 1190-1206 : Hugues Ier
- 1206-1211 : Guy Ier
- 1211-12?? : Jean Ier
- 12??-1238 : Zacharie
- 1238-1250 : Guichard
- 1250-1275 : Bernard
- 1275-1277 : Raymond
- 1277-1279 : Robert
- 1279-1300 : Guillaume
- 1300-1312 : Guy II de Bourbon
- 1312-1336 : Aymon
- 1336-1356 : Jean II
- 1356-1399 : Thomas Lessent
- 1399-1418 : Pierre Ier de Longueval
- 1418-1425 : Hugues II de Longueval
- 1425-1442 : Hugues III Fournier
- 1442-1460 : Hugues IV Tardinat
- 1460-1504 : Pierre II de La Fin
- 1504-1506 : vacance
- 1506-1516 : Gilbert de La Fin
- 1516-1558 : Antoine Ier de Lévis
- 1558-1584 : Antoine II de Sennecterre
- 1584-1599 : Pierre III d’Espinac
- 1599-1608 : Jean III de Louveau
- 1608-1609 : Jean-Pierre Camus
- 1609-1612 : Claude de Nérestang

### Abbesses
- 1612-17/03/1652 : Françoise Ire de Nérestang
- 17/03/1652-21/03/1652 : Aymare-Catherine de Nérestang
- 21/03/1652-1675 : Françoise II de Nérestang
- 1675-1676 : vacance
- 1676-1695 : Louise Ire Hoüvel de Morainville
- 1695-1702 : Anne de Rochefort de La Voirette
- 1702-1738 : Marie Ire de Thiard de Bragny
- 1738-1755 : Marie II Jacqueline de Chabannes
- 1755-1773 : Louise II Anne de Clermont-Chaste de Gessans
- 1773-1789 : Marie II Marguerite-Thérèse de Jarente de Sénas
- 1789-1791 : Émilie-Thérèse de Saqui des Tourès

Source : Dictionnaire d'histoire et de géographie ecclésiastique